# Bubrežak
Bubrežak (cyr. Бубрежак) – wieś w Czarnogórze, w gminie Nikšić. W 2003 roku liczyła 5 mieszkańców.